# ケイト・ディカミロ

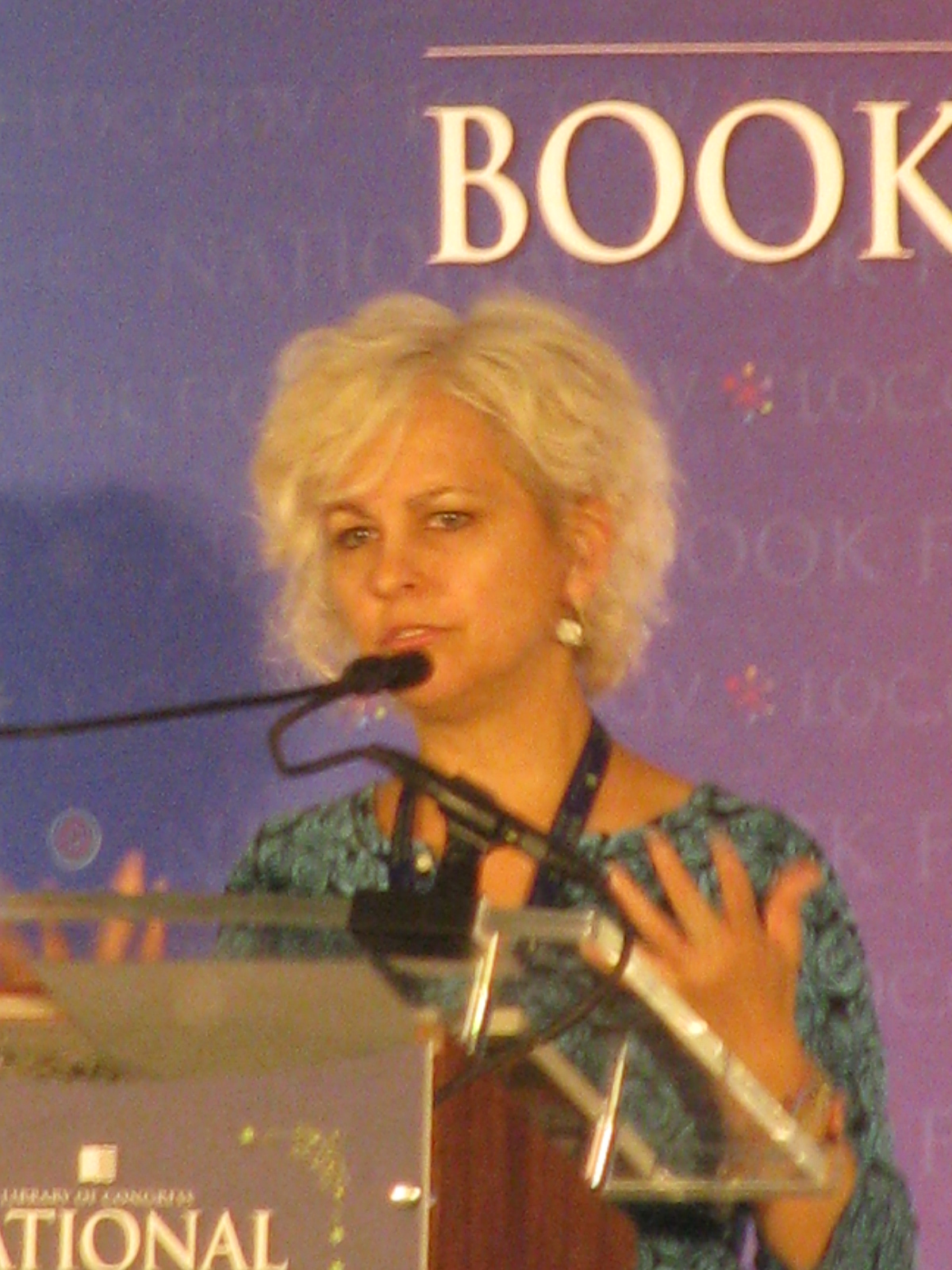
ケイト・ディカミロ

ケイト・ディカミロ（Kate DiCamillo、本名：カトリーナ・エリザベス・ディカミロ、Katrina Elizabeth DiCamillo、1964年3月25日 - ）は、アメリカの児童文学作家。

## 来歴
ペンシルベニア州フィラデルフィア出身のイタリア系。慢性肺炎を患っていたため、5歳の時に母親と兄と共にフロリダ州Clermontに移る。フロリダ大学を卒業後、様々な職業につき、30歳の時にミネソタ州ミネアポリスに移る。
29歳から執筆を始め、2000年出版の『きいてほしいの、あたしのこと -ウィン・ディキシーのいた夏』で作家デビューし、2001年のニューベリー賞最終候補になる。2003年出版の『ねずみの騎士デスペローの物語』が2004年のニューベリー賞を受賞した。前者の作品は2005年に、後者の作品は2007年に映画化されている。

## 主な著書

### 小説
- きいてほしいの、あたしのこと -ウィン・ディキシーのいた夏 Because of Winn-Dixie (2000)
- 虎よ、立ちあがれ The Tiger Rising (2001)
- ねずみの騎士デスペローの物語 The Tale of Despereaux (2003)
- 愛をみつけたうさぎ エドワード・テュレインの奇跡の旅 The Miraculous Journey of Edward Tulane (2006)
- ピーターと象と魔術師 The Magician's Elephant (2009)
- 空飛ぶリスとひねくれ屋のフローラ Flora & Ulysses: The Illuminated Adventures (2016)
- レイミー・ナイチンゲール Raymie Nightingale (2017)

### 絵本
- ゆきのまちかどに Great Joy (2007)